# Ватуліно (летовище)
Ватуліно (ICAO: UUMW) — спортивне летовище в Московської області, за 5 км від міста Руза. На летовищі базуються авіаційно-спортивний клуб «Аероклассіка» (стрибки з парашутом), авіаційна школа «Гамаюн», аероклуб «Джонатан Лівінгстон».

## Історія
Будівництво летовища «Ватуліно» було розпочато 1939 року. Метою його створення була протиповітряна оборона міста Москви із західного напрямку.
Передбачалося створення мережі аеродромів для авіації ППО, розташованих в населених пунктах: Алфьорова, Чертаново, Ватуліно, Мединь тощо. При будівництві мало враховуватися те, що ці летовища мали діяти в будь-яку пору року. Технологія будівництва подібних летовищ виглядала таким чином.
У широку траншею засипалися і утрамбовувалися кам'яні включення: щебінь, гравій, бита цегла тощо, потім траншею засипали землею та висаджували траву. Стандартні розміри такої ЗПС — 100х1 000 м. Така технологія забезпечувала літакам ППО виконання зльотів та посадок під час осіннього та весняного бездоріжжя, маскування ЗПС під природне поле.
На початку 1941 року на ньому базувалися: 12 ВАП, оснащений літаками Як-1, під командуванням командира полку — майора Лисенко І. П. та 562 ВАП, під командуванням командира полку — майора Негоди. Вперше з цього летовища літаки піднялися в повітря на перехоплення ворожих бомбардувальників, що прямували на Москву, наприкінці липня 1941 року.
Наприкінці 1941 року німецькі війська наблизилися до Москви, і виникла необхідність евакуації винищувальних полків. В результаті, в кінці 1941 року аеродром «Ватуліно» був захоплений німецькими військами. Тоді там базувався німецький бомбардувально-штурмовий полк. З цього летовища в грудні 1941 року літав всесвітньо відомий Ганс Рудель. Кожний льотний день, радянські бомбардувальники робили нальоти на летовище, але істотних результатів ці нальоти не дали.
З успішним контрнаступом радянських військ під Москвою, летовища «Ватуліно» знову зайняли червоні війська. З липня 1943 року на ньому базувався 953-ї штурмовий авіаційний полк літаків Іл-2 під командуванням майора Добрих С. Ф. (Перша ВА). 3 вересня 1943 року Військовим Радою Західного фронту було вручено фронтовий бойовий прапор 953 ШАП. З летовища Ватуліно робилися бойові вильоти на ворожі війська до кінця 1943 року. З просуванням лінії фронту на захід, летовища втратило своє оперативне значення і стало «летовищем підскоку».
Після війни це летовище стало резервним. До 1986 року летовище використовувалося як майданчик для авіахімробіт авіації ПАНХ.
Починаючи з 2002 року, авіакомпанія АОН «АК Руза», спільно з клубами АСК РОСТО, ФЛА відновили діяльність летовища «Ватуліно» для польотів легкомоторної авіації. З 2004 року на летовищі розташовується АСК «Аероклассіка».

## Авіаційно-спортивний клуб «Аероклассіка»
В аероклубі виконуються ознайомчі стрибки з парашутами Д-6, ПТЛ-72 і в тандемі з інструктором, спортивні стрибки з висоти до 3 000 метрів. Ведеться навчання за «другою програмою» — класичною програмою підготовки спортсменів-парашутистів (№ 2 по СППП-97, № 6 по КПП-2003). На території аероклубу працює кав'ярня з гарячим харчуванням, оренда парашутної техніки, літні та зимові укладальні.
У розпорядженні аероклубу є 3 літаки Ан-2.

### Фінал Відкритого Кубка Росії з парашутно-атлетичному багатоборства 2011
З 10 по 13 вересня 2011 року на летовищі проходив Фінал Відкритого Кубку Росії з парашутно-атлетичного багатоборства.